# Бутен (насеље)
Бутен (фр. Butten) насеље је и општина у источној Француској у региону Алзас, у департману Доња Рајна која припада префектури Саверн.
По подацима из 2011. године у општини је живело 652 становника, а густина насељености је износила 42,92 становника/km². Општина се простире на површини од 15,19 km². Налази се на средњој надморској висини од 256 метара (максималној 364 m, а минималној 227 m).

## Демографија
| 1962. | 1968. | 1975. | 1982. | 1990. | 1999. | 2011. |
| ----- | ----- | ----- | ----- | ----- | ----- | ----- |
| 644   | 694   | 708   | 687   | 717   | 678   | 652   |

График промене броја становника у току последњих година